# Oreochromis
Oreochromis (von gr. óreios „gebirgsbewohnend“, und chromis, einem alten Gattungsnamen verschiedener Fische; bei Cuvier hießen die Cichliden „Chromides“) ist eine Fischgattung aus der Familie der Buntbarsche (Cichlidae). Ursprünglich zählte Oreochromis wie auch die Sarotherodon-Arten zur Gattung Tilapia.

## Vorkommen
Oreochromis-Arten kommen in Seen und Flüssen des subsaharischen Afrika, im Einzugsbereich des Nil und im Nahen Osten vor. Man findet sie in jedem großen afrikanischen See und in zahlreichen kleinen. In den Seen bildeten sie jedoch im Unterschied zu den Pseudocrenilabrini nur wenig neue Arten und  nur in Seen, in denen die Haplochromini fehlen. Mehrmals hat sich bei Oreochromis-Arten teilweise unabhängig voneinander die Fähigkeit entwickelt in Sodaseen mit ungewöhnlich hohen pH-Werten und gleichzeitig hohen Salzgehalten (u. a. in den Untergattungen Alcolapia und Vallicola) oder in Flussmündungen oder Lagunen mit einem dem Meerwasser entsprechenden Salzgehalt (O. urolepis und O. mossambicus) zu leben. Acht Oreochromis-Arten sind durch Aquakultur-Anlagen in tropischen und subtropischen Ländern weit verbreitet worden und sie wurden in zahlreichen warmen Seen und Flüssen ausgesetzt, wo sie die einheimischen Fische teilweise verdrängen.

## Merkmale
Sie erreichen Längen von fünf Zentimeter bis zu einem halben Meter und sind von recht unterschiedlicher Gestalt. Von der Gattung Tilapia unterscheiden sie sich durch eine größere Anzahl von Kiemenreusendornen am untern Abschnitt des ersten Kiemenbogens und andere Schädel- und Kiefermerkmale. Alle Oreochromis-Arten sind ovophile Maulbrüter, das heißt ein Elternteil nimmt die befruchteten Eier ins Maul und trägt sie mit sich herum. Das Gelege umfasst meist 60 bis 80, bei einigen Arten auch bis zu 1000 Eier. Sie bilden in den meisten Fällen eine Mutterfamilie (das Männchen beteiligt sich nicht an der Brutpflege), seltener eine Elternfamilie (das Männchen beteiligt sich an der Brutpflege).

## Etymologie
Albert Günther, der den Namen Oreochromis vorschlug, schuf den Namen für die neue Art O. hunteri, den er aus dem Kilimanjaro-Gebiet (Chala-See) erhalten hatte. Er sah die Ähnlichkeit zu den zu dieser Zeit bekannten anderen Buntbarsch-Gattungen Chromis und Hemichromis, stellte aber vier Hartstrahlen in der Afterflosse fest, weshalb er aufgrund des Vorkommensgebietes der neuen Art einen neuen Gattungsnamen vorschlug, der übersetzt „Berg-Chromis“ lautet (von gr. óreios „gebirgsbewohnend“, und chromis). Dass die meisten heute zu Oreochromis gezählten Arten nicht unbedingt in gebirgigen Gegenden vorkommen, ist für die Namensgebung unbedeutend.

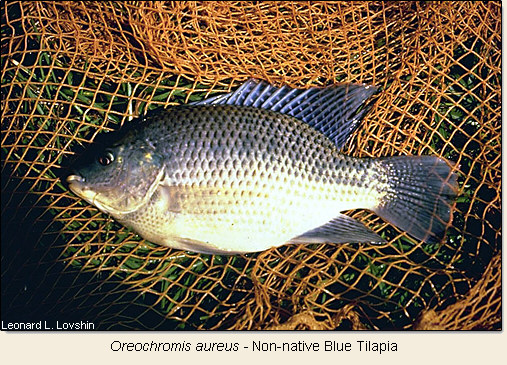
Oreochromis aureus

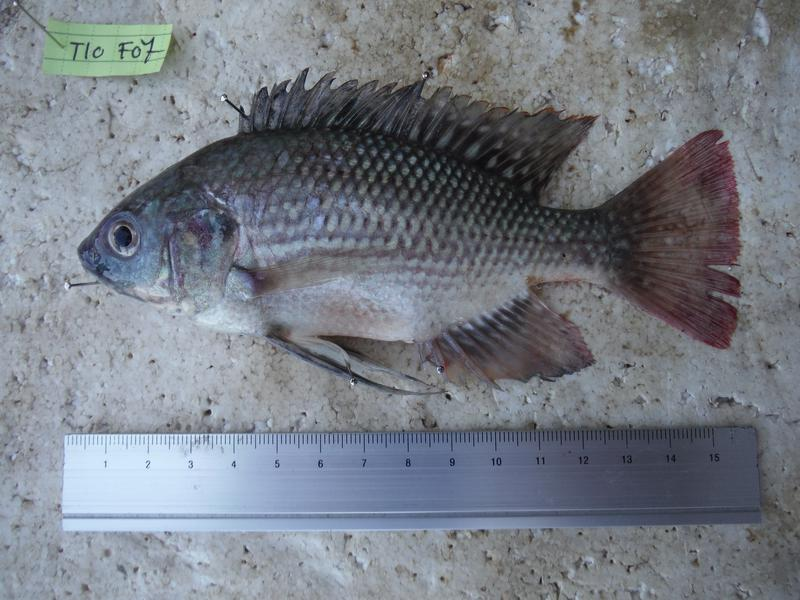
Oreochromis esculentus

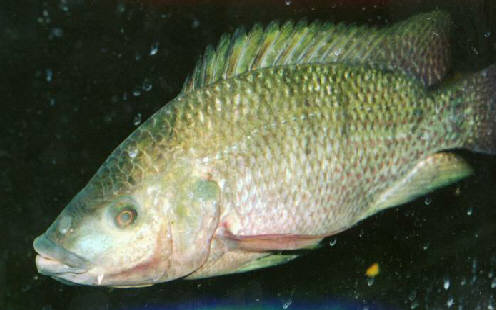
Oreochromis mossambicus

## Systematik
- Oreochromis aureus (Steindachner, 1864), steht basal zu den übrigen Oreochromis-Arten oder bildet eine Klade mit den Buntbarschgattungen des Barombi Mbo (Konia, Myaka, Pungu u. Stomatepia) und gehörte dann nicht zu Oreochromis.[1]
- Untergattung Oreochromis
  - Oreochromis andersonii (Castelnau, 1861)
  - Oreochromis chungruruensis (Ahl, 1924)
  - Oreochromis esculentus (Graham, 1928)
  - Oreochromis hunteri Günther, 1889; Typusart
  - Oreochromis ismailiaensis (Mekkawy, 1995), wurde seit der Erstbeschreibung nicht mehr gesehen. Heimatgewässer wurde zu einem Kanal ohne Fischfauna ausgebaut.[1]
  - Oreochromis jipe (Lowe, 1955)
  - Oreochromis karomo (Poll, 1948)
  - Oreochromis korogwe (Lowe, 1955)
  - Oreochromis leucostictus (Trewavas, 1933)
  - Oreochromis lorenzoi †, aus dem späten Miozän von Italien.[3]
  - Oreochromis mortimeri (Trewavas, 1983)
  - Mosambik-Buntbarsch (Oreochromis mossambicus) (Peters, 1852)
  - Oreochromis mweruensis (Trewavas, 1983), früher als im Mweru-See und Lufira vorkommende Unterart von Oreochromis macrochir aufgefasst[4]
  - Nil-Tilapia (Oreochromis niloticus) (Linnaeus, 1758)
  - Oreochromis pangani (Lowe, 1955)
  - Oreochromis placidus (Trewavas, 1941)
  - Oreochromis rukwaensis (Hilgendorf & Pappenheim, 1903)
  - Oreochromis salinicola (Poll, 1948)
  - Oreochromis shiranus (Boulenger, 1897)
  - Oreochromis spilurus (Günther, 1894)
  - Oreochromis urolepis (Norman, 1922)
- Untergattung Alcolapia[1] (Sodacichliden)Oreochromis alcalica

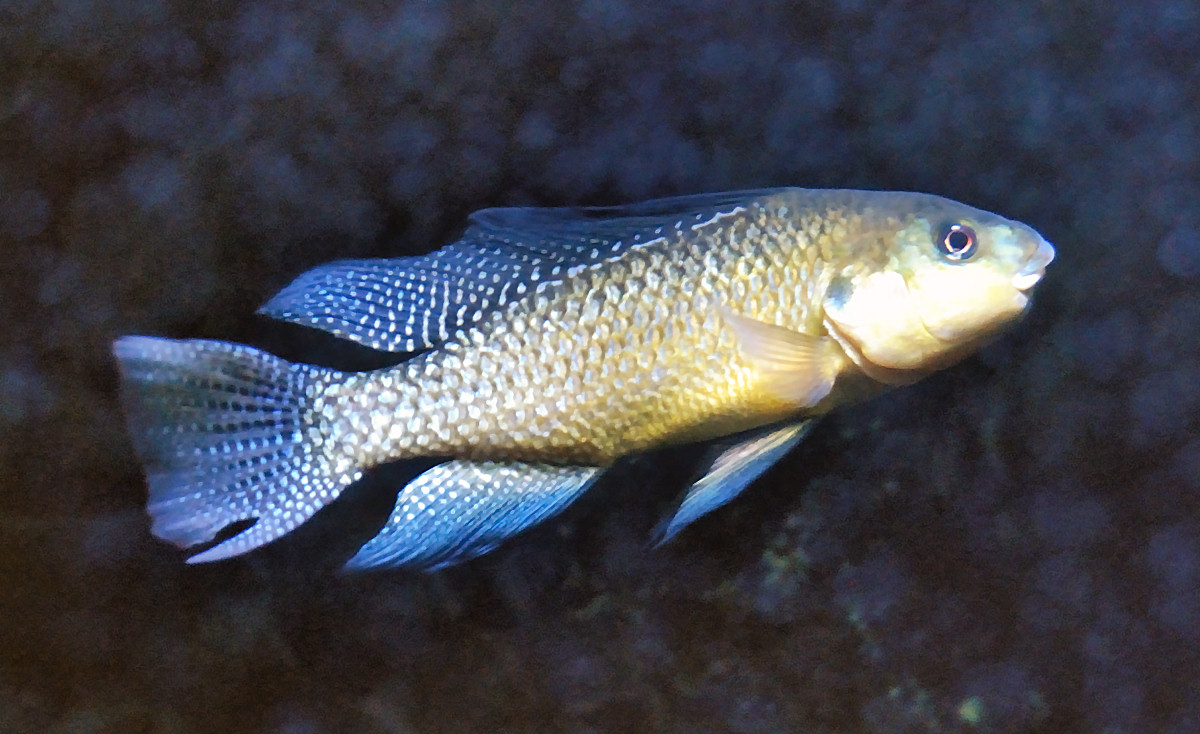
Oreochromis alcalica

  - Oreochromis alcalica (Hilgendorf, 1905)
  - Oreochromis grahami (Boulenger, 1912)
  - Oreochromis latilabris (Seegers & Tichy, 1999)
  - Oreochromis ndalalani (Seegers & Tichy, 1999)
- Untergattung NeotilapiaOreochromis tanganicae

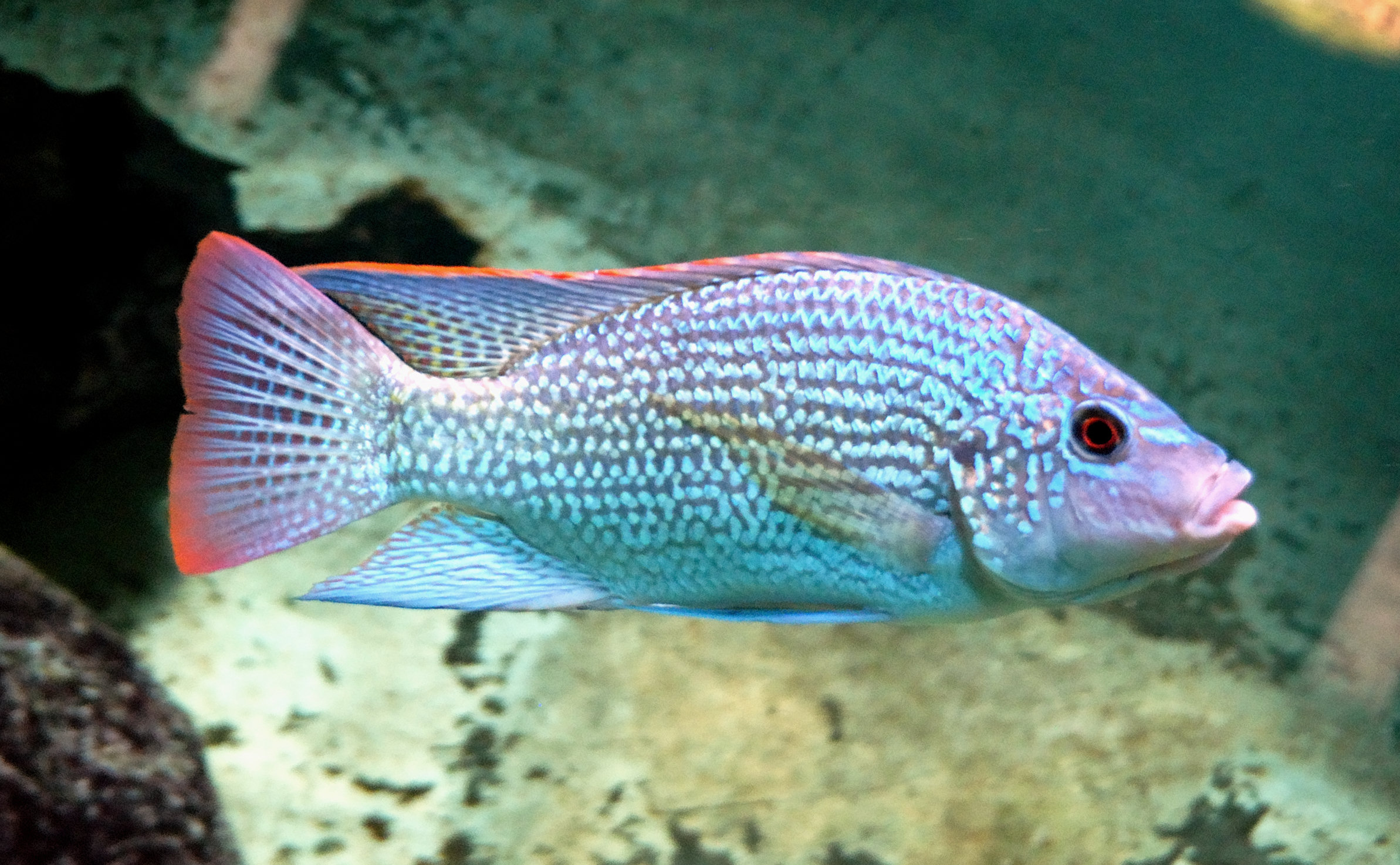
Oreochromis tanganicae

  - Oreochromis tanganicae (Günther, 1894)
- Untergattung Nyasalapia (sogenannte „Geißeltilapien“), die Männchen besitzen speziell geformte Anhänge an der Genitalpapille. Das Merkmal hat sich möglicherweise mehrfach unabhängig voneinander herausgebildet und die Untergattung Nyasalapia ist nicht monophyletisch.[1]Oreochromis squamipinnis, Männchen mit deutlich sichtbaren Genitalanhängen

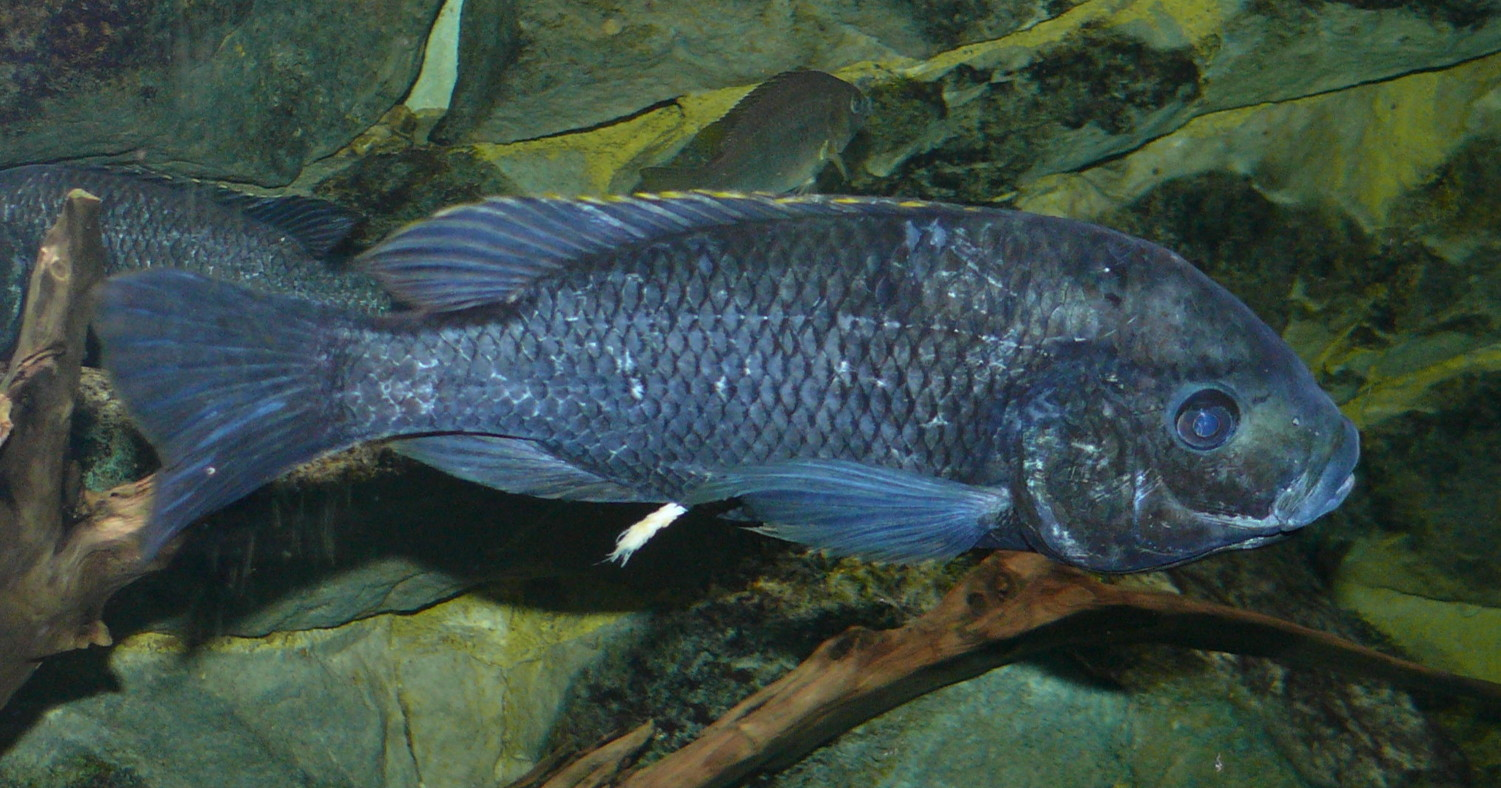
Oreochromis squamipinnis, Männchen mit deutlich sichtbaren Genitalanhängen

  - Oreochromis angolensis (Trewavas, 1973)
  - Oreochromis karongae (Trewavas, 1941)
  - Oreochromis lepidurus (Boulenger, 1899)
  - Oreochromis lidole (Trewavas, 1941), letzter Nachweis aus dem natürlichen Lebensraum (Malawisee) aus dem Jahr 1992. Inzwischen möglicherweise ausgestorben.[1]
  - Oreochromis macrochir (Boulenger, 1912)
  - Oreochromis malagarasi (Trewavas, 1983)
  - Oreochromis saka (Lowe, 1953), möglicherweise eine geografische Morphe oder ein Synonym von O. karongae[1]
  - Oreochromis schwebischi (Sauvage, 1884)
  - Oreochromis squamipinnis (Günther, 1864)
  - Oreochromis upembae (Thys van den Audenaerde, 1964)
  - Victoria-Tilapia (Oreochromis variabilis (Boulenger, 1906))
- Untergattung Vallicola (Sodacichlide)
  - Oreochromis amphimelas (Günther, 1894)